# Élections législatives de 1997 dans les Pyrénées-Orientales
Les élections législatives françaises de 1997 se déroulent les 25 mai et 1er juin 1997. Dans le département des Pyrénées-Orientales, quatre députés sont à élire dans le cadre de quatre circonscriptions.

## Élus
| Circonscription | Député sortant  | Parti | Parti    | Député élu ou réélu | Parti | Parti |
| --------------- | --------------- | ----- | -------- | ------------------- | ----- | ----- |
| 1re             | Claude Barate   |       | RPR      | Jean Vila           |       | PCF   |
| 2e              | André Bascou    |       | RPR      | Jean Codognès       |       | PS    |
| 3e              | François Calvet |       | UDF (PR) | Christian Bourquin  |       | PS    |
| 4e              | Henri Sicre     |       | PS       | Henri Sicre         |       | PS    |

## Résultats

### Résultats à l'échelle du département
| Parti          | Parti                                    | Premier tour | Premier tour | Second tour | Second tour | Sièges |
| Parti          | Parti                                    | Voix         | %            | Voix        | %           | Sièges |
| -------------- | ---------------------------------------- | ------------ | ------------ | ----------- | ----------- | ------ |
|                | Parti socialiste                         | 39 420       | 22,39        | 75 954      | 40,34       | 3      |
|                | Parti communiste français                | 29 949       | 17,01        | 17 504      | 9,30        | 1      |
|                | Les Verts                                | 1 741        | 0,99         |             |             | 0      |
|                | Mouvement des citoyens                   | 843          | 0,48         | 0           |             |        |
|                | Gauche plurielle                         | 71 953       | 40,87        | 93 458      | 49,63       | 4      |
|                |                                          |              |              |             |             |        |
|                | Rassemblement pour la République         | 22 246       | 12,64        | 35 395      | 18,80       | 0      |
|                | Union pour la démocratie française       | 20 984       | 11,92        | 40 152      | 21,32       | 0      |
|                | Divers droite                            | 9 774        | 5,55         |             |             | 0      |
|                | La Droite indépendante                   | 2 350        | 1,33         | 0           |             |        |
|                | Droite parlementaire                     | 55 354       | 31,44        | 75 547      | 40,12       | 0      |
|                |                                          |              |              |             |             |        |
|                | Front national                           | 37 305       | 21,19        | 19 290      | 10,24       | 0      |
|                | Divers écologiste dont LT-LNÉ, MÉI et GÉ | 6 571        | 3,73         |             |             | 0      |
|                | Extrême gauche dont LCR, LO et PT        | 2 338        | 1,33         | 0           |             |        |
|                | Régionaliste                             | 1 138        | 0,65         | 0           |             |        |
|                | Extrême droite                           | 705          | 0,40         | 0           |             |        |
|                | Divers                                   | 691          | 0,39         | 0           |             |        |
|                |                                          |              |              |             |             |        |
| Inscrits       | Inscrits                                 | 265 876      | 100,00       | 265 876     | 100,00      | 4      |
| Abstentions    | Abstentions                              | 81 710       | 30,73        | 67 866      | 25,53       |        |
| Votants        | Votants                                  | 184 166      | 69,27        | 198 010     | 74,47       |        |
| Blancs et nuls | Blancs et nuls                           | 8 111        | 4,4          | 9 715       | 4,91        |        |
| Exprimés       | Exprimés                                 | 176 055      | 95,6         | 188 295     | 95,09       |        |

### Résultats par circonscription

#### Première circonscription (Perpignan)
| Candidat       | Candidat              | Parti             | Premier tour | Premier tour | Second tour | Second tour |  |
| Candidat       | Candidat              | Parti             | Voix         | %            | Voix        | %           |  |
| -------------- | --------------------- | ----------------- | ------------ | ------------ | ----------- | ----------- |  |
|                | Jean Vila élu         | PCF               | 11 180       | 29,58        | 17 504      | 42,52       |  |
|                | Jean-Louis de Noëll   | FN                | 10 129       | 26,8         | 9 988       | 24,26       |  |
|                | Claude Barate sortant | RPR               | 7 788        | 20,61        | 13 675      | 33,22       |  |
|                | Jean-Paul Alduy       | diss. UDF         | 5 384        | 14,24        |             |             |  |
|                | Michel Picard         | LO                | 671          | 1,78         |             |             |  |
|                | France Gamerre        | GÉ                | 619          | 1,64         |             |             |  |
|                | Maryse Lapergue       | Divers écologiste | 550          | 1,46         |             |             |  |
|                | Annie Géraud          | LT-LNÉ            | 519          | 1,37         |             |             |  |
|                | Paul-Louis Rous       | LDI (MPF)         | 450          | 1,19         |             |             |  |
|                | Henri Sagéloli        | Régionaliste      | 269          | 0,71         |             |             |  |
|                | Patrick Viala         | Extrême droite    | 237          | 0,63         |             |             |  |
|                |                       |                   |              |              |             |             |  |
| Inscrits       | Inscrits              | Inscrits          | 56 960       | 100,00       | 56 939      | 100,00      |  |
| Abstentions    | Abstentions           | Abstentions       | 17 767       | 31,19        | 14 560      | 25,57       |  |
| Votants        | Votants               | Votants           | 39 193       | 68,81        | 42 379      | 74,43       |  |
| Blancs et nuls | Blancs et nuls        | Blancs et nuls    | 1 397        | 3,56         | 1 212       | 2,86        |  |
| Exprimés       | Exprimés              | Exprimés          | 37 796       | 96,44        | 41 167      | 97,14       |  |

#### Deuxième circonscription (Canet-en-Roussillon)
| Candidat       | Candidat                  | Parti             | Premier tour | Premier tour | Second tour | Second tour |  |
| Candidat       | Candidat                  | Parti             | Voix         | %            | Voix        | %           |  |
| -------------- | ------------------------- | ----------------- | ------------ | ------------ | ----------- | ----------- |  |
|                | André Bascou sortant      | RPR               | 14 458       | 28,54        | 21 720      | 38,53       |  |
|                | Jean Codognès élu         | PS (Les Verts)    | 12 539       | 24,75        | 25 352      | 44,97       |  |
|                | Denis Saenz               | FN                | 11 654       | 23,01        | 9 302       | 16,5        |  |
|                | Antoine Sarda             | PCF               | 7 556        | 14,92        |             |             |  |
|                | Liberto Plana             | LO                | 854          | 1,69         |             |             |  |
|                | Luc Vaissade              | LT-LNÉ            | 785          | 1,55         |             |             |  |
|                | Mohamed Tamdjirt          | GÉ                | 481          | 0,95         |             |             |  |
|                | Alain Barande             | Régionaliste      | 474          | 0,94         |             |             |  |
|                | Marie-Thérèse Bergé       | Extrême droite    | 468          | 0,92         |             |             |  |
|                | Monique Hernandez-Rousset | MDC               | 418          | 0,83         |             |             |  |
|                | Alain Rougeyres           | Divers écologiste | 359          | 0,71         |             |             |  |
|                | Daniel Drouillard         | PT                | 327          | 0,65         |             |             |  |
|                | Francesca Bono            | MÉI               | 285          | 0,56         |             |             |  |
|                |                           |                   |              |              |             |             |  |
| Inscrits       | Inscrits                  | Inscrits          | 76 291       | 100,00       | 76 288      | 100,00      |  |
| Abstentions    | Abstentions               | Abstentions       | 23 123       | 30,31        | 18 123      | 23,76       |  |
| Votants        | Votants                   | Votants           | 53 168       | 69,69        | 58 165      | 76,24       |  |
| Blancs et nuls | Blancs et nuls            | Blancs et nuls    | 2 510        | 4,72         | 1 791       | 3,08        |  |
| Exprimés       | Exprimés                  | Exprimés          | 50 658       | 95,28        | 56 374      | 96,92       |  |

#### Troisième circonscription (Prades)
| Candidat       | Candidat                | Parti          | Premier tour | Premier tour | Second tour | Second tour |  |
| Candidat       | Candidat                | Parti          | Voix         | %            | Voix        | %           |  |
| -------------- | ----------------------- | -------------- | ------------ | ------------ | ----------- | ----------- |  |
|                | François Calvet sortant | UDF (PR)       | 11 228       | 29,65        | 18 999      | 46,56       |  |
|                | Christian Bourquin élu  | PS             | 11 166       | 29,49        | 21 806      | 53,44       |  |
|                | Michel Guillemaud       | FN             | 6 579        | 17,37        |             |             |  |
|                | Colette Tignères        | PCF            | 4 817        | 12,72        |             |             |  |
|                | François Ferrand        | Les Verts      | 836          | 2,21         |             |             |  |
|                | Francis Amouroux        | LDI (MPF)      | 824          | 2,18         |             |             |  |
|                | Philippe Bosc           | GÉ             | 606          | 1,6          |             |             |  |
|                | Anita Cazauran          | LT-LNÉ         | 508          | 1,34         |             |             |  |
|                | Bernard Cholet          | LCR            | 486          | 1,28         |             |             |  |
|                | Alain Le Dosseur        | MDC            | 425          | 1,12         |             |             |  |
|                | Alexandre Pano          | Régionaliste   | 395          | 1,04         |             |             |  |
|                |                         |                |              |              |             |             |  |
| Inscrits       | Inscrits                | Inscrits       | 59 483       | 100,00       | 59 483      | 100,00      |  |
| Abstentions    | Abstentions             | Abstentions    | 19 739       | 33,18        | 16 068      | 27,01       |  |
| Votants        | Votants                 | Votants        | 39 744       | 66,82        | 43 415      | 72,99       |  |
| Blancs et nuls | Blancs et nuls          | Blancs et nuls | 1 874        | 4,72         | 2 610       | 6,01        |  |
| Exprimés       | Exprimés                | Exprimés       | 37 870       | 95,28        | 40 805      | 93,99       |  |

#### Quatrième circonscription (Céret - Argelès-sur-Mer)
| Candidat       | Candidat                  | Parti          | Premier tour | Premier tour | Second tour | Second tour |  |
| Candidat       | Candidat                  | Parti          | Voix         | %            | Voix        | %           |  |
| -------------- | ------------------------- | -------------- | ------------ | ------------ | ----------- | ----------- |  |
|                | Henri Sicre sortant réélu | PS             | 15 715       | 31,6         | 28 796      | 57,65       |  |
|                | Pierre Becque             | UDF (FD)       | 9 756        | 19,62        | 21 153      | 42,35       |  |
|                | Gérard Monterrat          | FN             | 8 943        | 17,98        |             |             |  |
|                | Nicolas Garcia            | PCF            | 6 396        | 12,86        |             |             |  |
|                | Jean Rède                 | diss. RPR      | 3 796        | 7,63         |             |             |  |
|                | Jean Campo                | LDI (MPF)      | 1 076        | 2,16         |             |             |  |
|                | Claude Boutet             | Les Verts      | 905          | 1,82         |             |             |  |
|                | Jeanine Roubertou         | LT-LNÉ         | 701          | 1,41         |             |             |  |
|                | Jordi Vera-Arus           | Divers         | 691          | 1,39         |             |             |  |
|                | Jony Pantobe              | Divers droite  | 594          | 1,19         |             |             |  |
|                | Edwige Pia                | MÉI            | 592          | 1,19         |             |             |  |
|                | Laurent Della Santina     | GÉ             | 566          | 1,14         |             |             |  |
|                |                           |                |              |              |             |             |  |
| Inscrits       | Inscrits                  | Inscrits       | 73 168       | 100,00       | 73 166      | 100,00      |  |
| Abstentions    | Abstentions               | Abstentions    | 21 107       | 28,85        | 19 115      | 26,13       |  |
| Votants        | Votants                   | Votants        | 52 061       | 71,15        | 54 051      | 73,87       |  |
| Blancs et nuls | Blancs et nuls            | Blancs et nuls | 2 330        | 4,48         | 4 102       | 7,59        |  |
| Exprimés       | Exprimés                  | Exprimés       | 49 731       | 95,52        | 49 949      | 92,41       |  |